# 虞美人 (植物)
虞美人（学名：Papaver rhoeas），又名丽春花、赛牡丹、满园春、仙女蒿、御仙花、雛芥子、雛罌粟、小種罌粟花、蝴蝶滿园春，罂粟科罂粟属草本植物，花期夏季，花色有红、白、紫、蓝等颜色，浓艳华美。原产於亚歐温带大陆，在古代中国即有大量栽培，现已引种至新西兰、澳大利亚和北美。
為罌粟花的一種，在歐洲又稱穀物罌粟花（corn poppy）、穀物薔薇（corn rose）、田野罌粟花（field poppy）、法蘭德斯罌粟（Flanders poppy）、紅罌粟花（red poppy）、紅雜草（red weed）。因為它繁殖力強，常生長於農田，農民容易將它誤認是小麥、燕麥而未拔除，在歐洲農田被視為是一種雜草。為比利時的國花。在英國與加拿大的國殤紀念日中，有佩帶虞美人來紀念第一次世界大戰陣亡士兵的傳統，因此又稱國殤罌粟花。

## 命名
虞美人之名來自中國古代楚國女性虞姬。民間傳說虞姬（又稱虞美人）自殺後，地上長出血紅色的花，後人為紀念虞姬對愛情的忠貞、對家國的摯愛，就此命名。
其屬名來自拉丁語，意思是“牛奶”，而種加詞則來自古希臘語，意思是“紅色的”。

## 形態

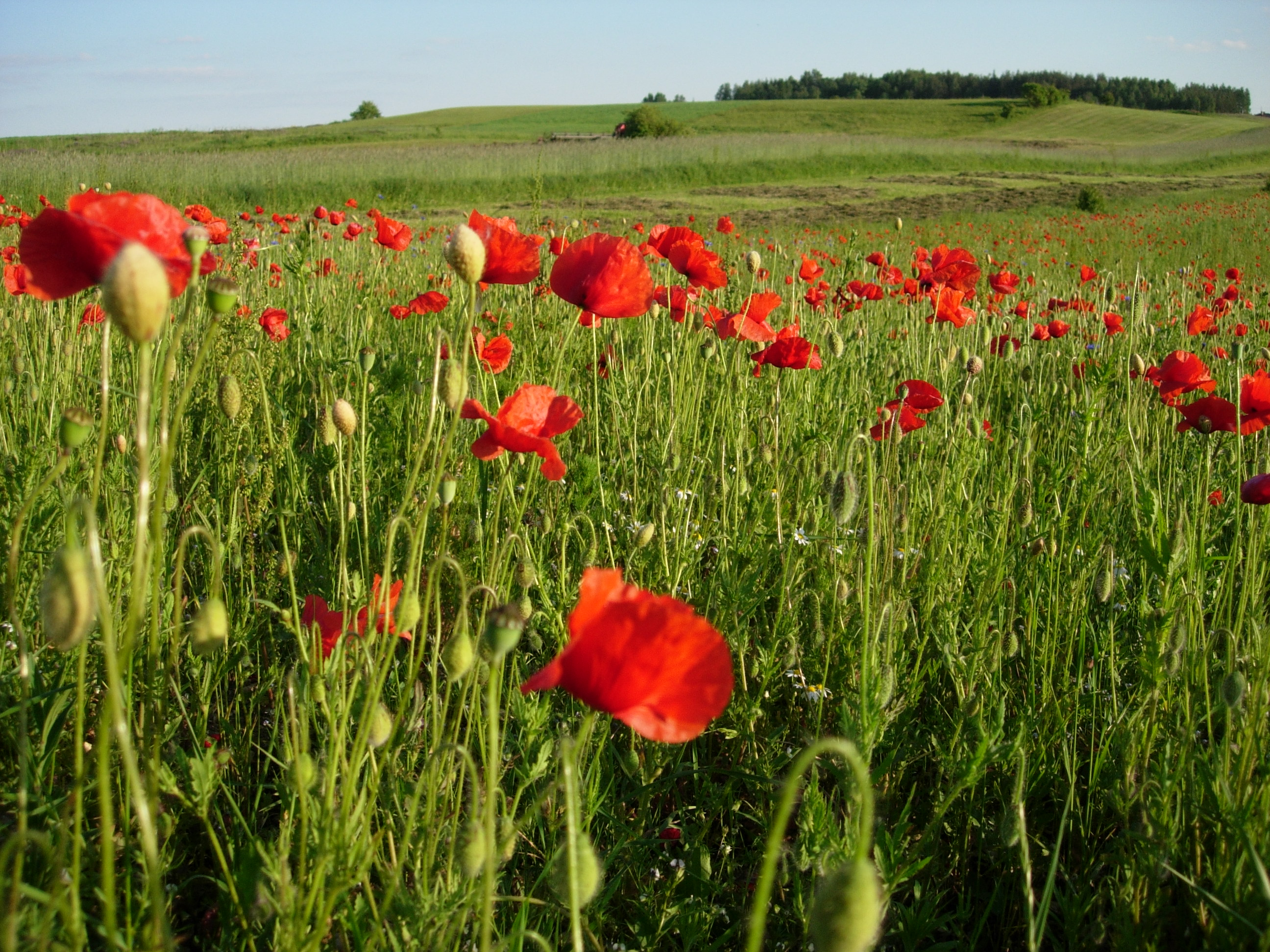
野外的虞美人

虞美人属罂粟科罂粟属一、二年生草本植物，原产欧、亚大陆温带，世界各地多有栽培。如今虞美人在中国广泛栽培，以江蘇、浙江一带最多。是春季美化花坛、花境以及庭院的精细草花，也可盆栽或切花。
虞美人株高40—60厘米，分枝细弱，被短硬毛。叶互生，羽状深裂，裂片披针形，具粗锯齿。花单生，有长梗，未开放时下垂，花瓣4枚，近圆形，花径约5—6厘米，花色丰富。蒴果杯形，种子肾形，千粒重0.33克，寿命3—5年。
虞美人耐寒，怕暑热，喜阳光充足的环境，喜排水良好、肥沃的沙壤土。不耐移栽，能自播。花期5—6月。
虞美人有复色、间色、重瓣和复瓣等品种。同属相近种有冰岛罂粟（P. nudicaule）和近东罂粟（P. orientale）。冰岛罂粟为多年生草本，丛生。叶基生，羽裂或半裂。花单生于无叶的花葶上，深黄或白色。原产极地。近东罂粟属多年生草本，高60—90厘米，全身被白毛。叶羽状深裂，花猩红色，基部有紫黑色斑。原产伊朗至地中海。
虞美人和罂粟同属一科，从外形上看，虞美人和罂粟很相似，但仍有許多区别。虞美人的全株被毛，果实较小，而罂粟花植物茎上有稀疏硬毛，果实较大。
注意：虞美人全株有毒，内含有毒生物碱。误食后会引起抑制中枢神经中毒，誤食果實汁液會有昏睡、心跳加速等症狀，严重可致生命危险。

## 象徵
虞美人為比利時國花。

## 戰爭紀念

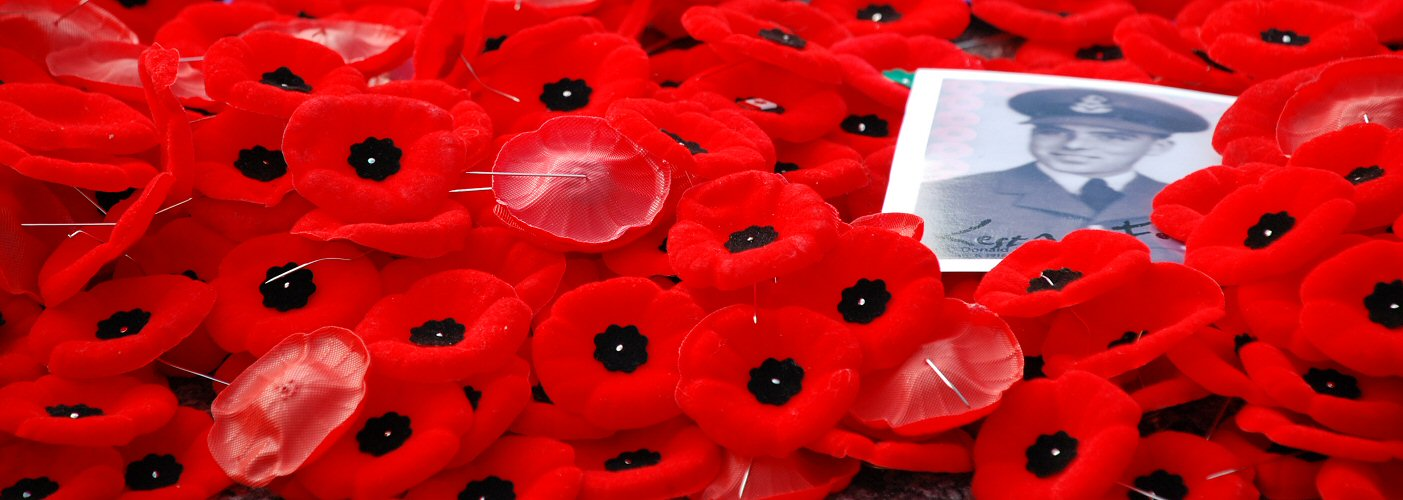
加拿大战争纪念日佩戴的塑料虞美人

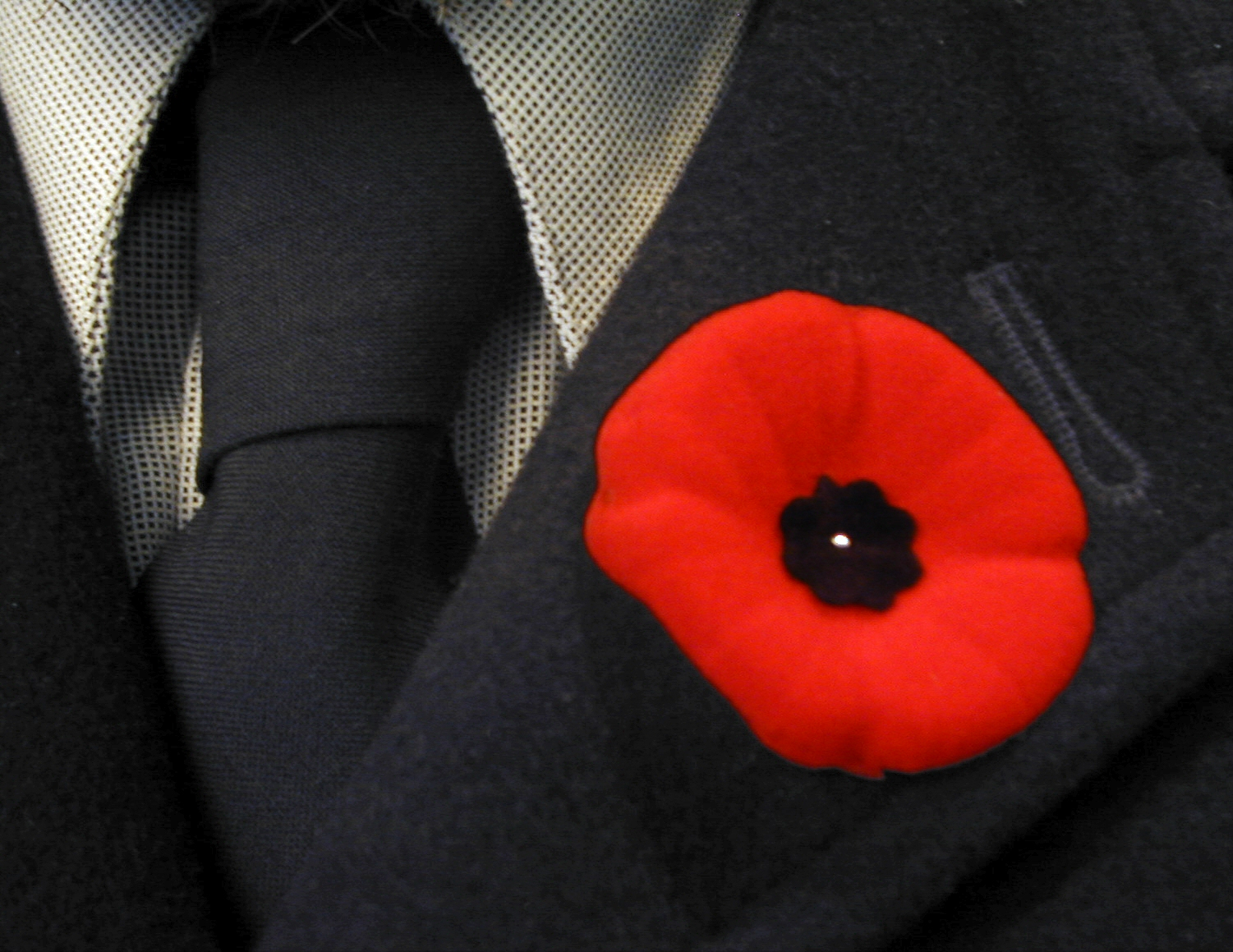
被带在前襟的加拿大式样的塑料虞美人

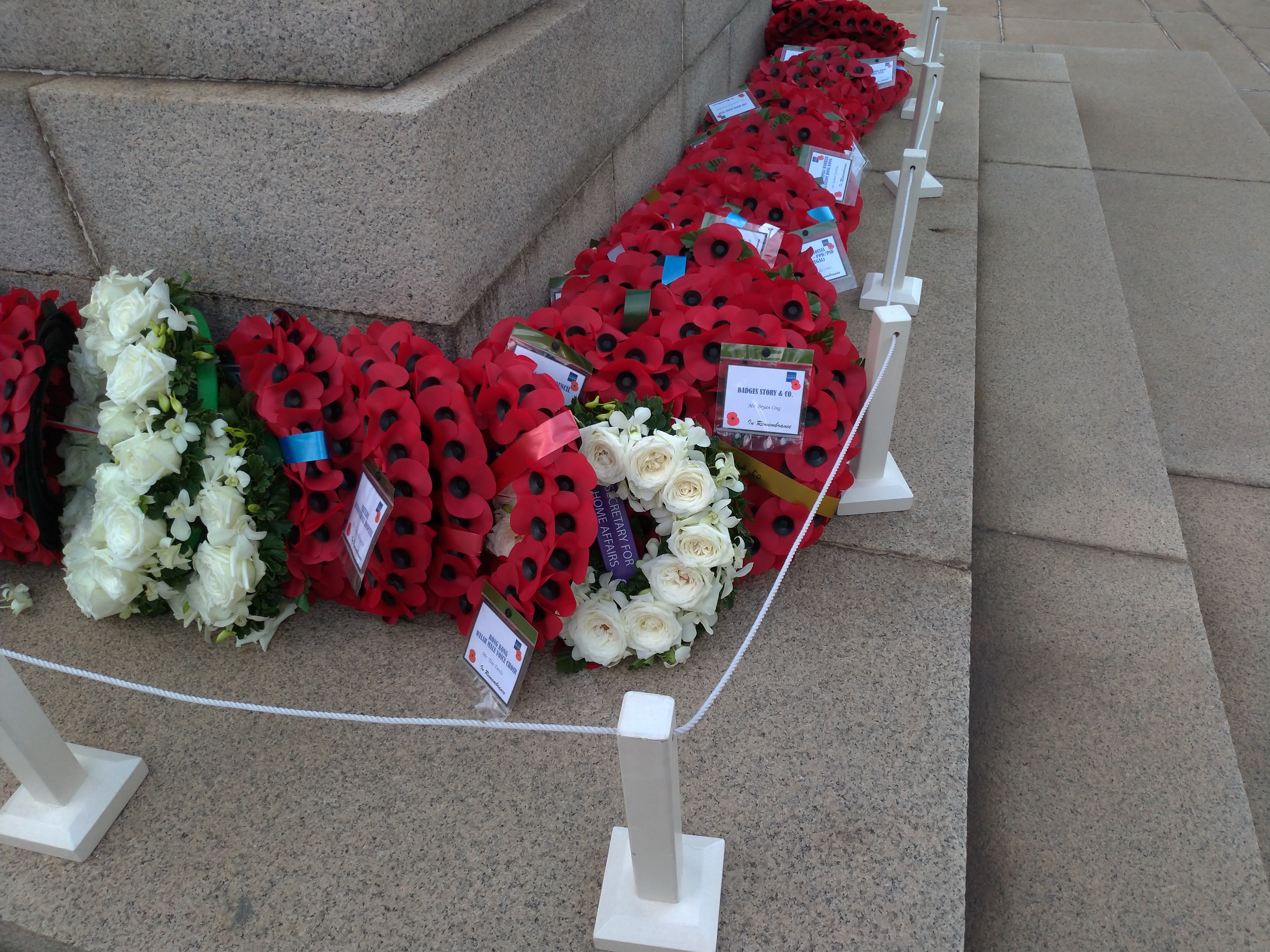
圍繞和平紀念碑擺放的花圈，紅色的花圈使用虞美人組成

鮮紅色的虞美人花有悼念戰爭死難者的意義，在歐美地區紀念一次大戰和二次大戰結束的國殤紀念日，大多數參戰國官員及民眾會在胸前衣襟佩帶虞美人花以作悼念。在香港悼念抗擊日軍入侵香港的捐軀者及兩次大戰死難者的和平紀念日，亦會佩戴虞美人花及用此花製作悼念花圈。
在中國，於戰爭悼念活動中出現的虞美人花常被誤以為是罌粟花，罌粟又被聯想到鴉片戰爭。這個誤解曾引發中英兩国之間一場外交風波。英国首相卡梅伦於2010年11月率团访问中国，正值國殤紀念日左右的日子，英国全体团员都在胸前衣襟上佩带上纪念一次和二次大战阵亡将士的鲜红色虞美人小花。卡梅倫與閣員抵達北京人民大會堂時，中方人員曾要求他們除下衣襟上的「罌粟花」。一名首相府人員說：「中方人員對我們說佩戴罌粟花是不恰當的，因為兩國曾經發生鴉片戰爭。我們告訴他們這花對我們有重大意義，我們所有人會繼續佩戴。」

## 延伸阅读
[在维基数据编辑]
 《欽定古今圖書集成·博物彙編·草木典·虞美人部》，出自陈梦雷《古今圖書集成》